# Mecolaesthus cornutus
Mecolaesthus cornutus is een spinnensoort uit de familie trilspinnen (Pholcidae). De soort komt voor in Venezuela. 